# Landbrug i Danmark
Landbrug i Danmark er en dansk dokumentarisk optagelse fra 1907 produceret af Nordisk Films Kompagni.

## Handling
Optagelser af arbejdet i landbruget og ikke mindst de forandringer, som landbruget undergik omkring århundredeskiftet, blandt andet med hensyn til mekanisering. Der pløjes, harves og sås med hestespand. Hønsene fodres, svin fragtes på lad, køerne håndmalkes ude på marken, og mælken køres i junger til mejeriet. I mejeriet fyldes den på de rengjorte mælkeflasker. Der høstes med trespand, men den videre proces foregår med de nye maskiner.